# Фролова, Полина Сергеевна
Полина Сергеевна Фролова (урожд. Мальчикова) (род. 1 марта 1986, Красноярск) — заслуженный мастер спорта России (2011) по спортивному ориентированию (лыжные дисциплины), чемпионка мира на средней дистанции (2011), смешанной и женской эстафете (2011), чемпионка Европы 2012 года в эстафетах и на длинной дистанции, чемпионка России (2011, Лесосибирск) на маркированной трассе.

## Биография
Родилась в 1986 году в Красноярском крае, в городе Канске. Воспитанница красноярской школы зимнего ориентирования.
Окончила Политехнический институт Сибирского федерального университета по кафедре инженерной экологии и безопасности жизнедеятельности. В данное время (2011) получает второе высшее образование в том же университете по специальности экономика в Институте экономики, управления и природопользования Сибирского федерального университета.
Заниматься спортом начала в 10 лет, в школе. Изначально занималась лыжными гонками, а когда поступила в университет, переключилась на спортивное ориентирование. Воспитанница Академии зимних видов спорта в Красноярске. Тренеры — ЗТрРФ А. Ю. Близневский и ЗТрРФ В. С. Близневская.
Первый громкий успех на международной арене пришёл в 2011 году, когда Полина выиграла индивидуальное золото на чемпионате мира в Швеции. Успех сопутствовал ей и в эстафетах — смешанной (вместе с Андреем Григорьевым) и женской (Трапезникова, Козлова, Фролова). На следующий год на чемпионате Европы в Сумах Полина повторила свой успех, завоевав три золотые медали — на длинной дистанции, в смешанной и женской эстафетах, добавив к этому серебро в спринте.
В 2011 году была отмечена премией молодым талантам Красноярска за высокие достижения в спорте.
Двукратная чемпионка Европы по лыжному ориентированию в смешанной эстафете и в женской эстафете (Финляндия, Иматра, 6-12.02.2017). На чемпионате мира в Красноярске в марте 2017 года завоевала три серебра: в смешанной эстафете, на средней дистанции и в спринте. Однако позже в 2017 году ее признали виновной в употреблении допинга, лишили всех медалей 2017 года и отстранили от участия в международных соревнованиях на четыре года.